# The Incredible Hulk (игра, 2003)
The Incredible Hulk (с англ. — «Невероятный Халк») — видеоигра в жанре beat ’em up, разработанная Pocket Studios и изданная компанией Universal Interactive эксклюзивно для портативной игровой приставки Game Boy Advance в 2003 году.
Игровой процесс The Incredible Hulk выполнен в изометрической проекции. По сюжету доктор Брюс Бэннер проводит испытание гамма-бомбы, однако при её взрыве подвергается радиоактивному излучению, из-за чего попадает в заточение и превращается в Халка. Герой должен выбраться из заточения и победить злодея — Лидера. Игроку предстоит проходить уровни, разрушая препятствия и убивая врагов для доступа к следующим участкам зон.
Игра разрабатывалась параллельно с другой частью серии — Hulk, и, в отличие от неё, берёт за основу оригинальные комиксы, а не фильм. The Incredible Hulk получила смешанные оценки игровой прессы. К достоинствам обозреватели относили уровни, но раскритиковали однообразный игровой процесс и неудобное управление.

## Игровой процесс

Первый уровень игры. На пути Халка стоят враги, которых нужно атаковать

The Incredible Hulk представляет собой beat ’em up, выполненный в изометрической проекции. По сюжету игры под руководством доктора Брюса Бэннера велось испытание гамма-бомбы. На территорию исследования проникает враг, и Брюс со своим напарником решили его остановить, однако из-за взрыва бомбы подвергаются гамма-излучению, из-за чего военные приводят их в заточение. Брюс превращается в монстра — Халка — и собирается выбежать из заточения. Халку предстоит победить армию военных, а также злодея Лидера, который, узнав об альтер эго Брюса Бэннера, захотел использовать его в своих целях.
В игре предстоит управлять Халком. Он может разбивать различные предметы на уровнях, такие как бочки, стены, столы и другие, что помогает открыть путь к следующим участкам уровней. Некоторые объекты можно брать и бросать. Также Халк может атаковать врагов, которые, в свою очередь, могут кидаться гранатами, стрелять из оружия или же управлять различными устройствами, например ракетными установками или танками. Если Халк будет атакован или наткнётся на опасный объект (например, электричество), то будет терять здоровье, которое, однако, может регенерировать, если не подвергаться атакам. На уровнях присутствуют элементы головоломок, к примеру на некоторых участках нужно найти способ выключить электричество или открыть путь к выходу. На некоторых уровнях Халку предстоит сражаться с боссами, над которыми показывается полоска жизни. Если эта полоска полностью опустеет, то босс будет побеждён. Помимо этого, присутствует многопользовательский режим до четырёх игроков, для которого нужно соединить приставки Game Boy Advance с помощью специального кабеля. В нём представлены арены, на которых предстоит сражаться нескольким персонажам, а побеждает тот, кто останется в живых.

## Разработка и выход игры
За разработку игры The Incredible Hulk для Game Boy Advance была ответственна студия Pocket Studios. Новый проект создавался вместе с другой игрой про Халка от Radical Entertainment — Hulk, к выходу одноимённого фильма. Однако The Incredible Hulk, в отличие от творения Radical Entertainment, не берёт фильм за основу сюжета, а непосредственно основан на оригинальных комиксах про Халка, и выполнен в жанре beat ’em up. Анонс игры состоялся 10 июня 2002 года. 27 февраля 2003 года вышел трейлер проекта, показывающий основные особенности геймплея. По словам разработчиков, игрокам предстоит пройти более 30 разнообразных уровней со своими миссиями и головоломками, а также множеством разрушаемых объектов. Был упомянут и многопользовательский режим на четырёх игроков, однако никаких подробностей касательно него не сообщили.
Выход The Incredible Hulk состоялся 27 мая 2003 года на территории Северной Америки и 13 июня того же года в Европе.

## Оценки и мнения
| Сводный рейтинг    | Сводный рейтинг |
| Агрегатор          | Оценка          |
| ------------------ | --------------- |
| GameRankings       | 57,17 %         |
| Game Ratio         | 57 %            |
| Metacritic         | 57/100          |
| MobyRank           | 60/100          |
| Иноязычные издания |                 |
| Издание            | Оценка          |
| AllGame            | [ 9 ]           |
| EGM                | 4,67/10         |
| G4                 | 2/5             |
| Game Informer      | 4/10            |
| GameSpot           | 7,7/10          |
| GameSpy            | 62/100          |
| GameZone           | 6,5/10          |
| IGN                | 6/10            |
| Nintendo Power     | 2,9/5           |
| Play (UK)          | 5,8/10          |

The Incredible Hulk была противоречиво встречена журналистами. На сайтах GameRankings и Metacritic игра получила среднюю оценку 57,17 % и 57/100 соответственно. К достоинствам были отнесено разнообразие уровней, но среди недостатков отмечались низкое качество звука и недоработанный игровой процесс.